# Миоз
Мио́з (miosis: др.-греч. μείωσις — уменьшение, убыль) — сужение зрачка (диаметр менее 2,5 мм). Возникает при сокращении мышцы, суживающей зрачок (спастический миоз), или параличе мышцы, расширяющей зрачок (паралитический миоз). Обычно наблюдается при ярком свете. Также возникает при отравлении фосфорорганическими соединениями. За миоз ответственна парасимпатическая нервная система.